# Cherry Bank
Cherry Bank è un istituto bancario italiano fondato nel 2021. Guidata dall'imprenditore Giovanni Bossi, la banca è specializzata nei segmenti retail, 
corporate e wealth management nonché attiva negli NPL, nella finanza strutturata, nelle special situations e nei 
crediti fiscali. Offre ai privati un ampio ventaglio di servizi bancari, sia fisici sia digitali, con un’attenzione anche verso l’ambito del wealth management. A febbraio 2025 conta filiali e uffici in 6 regioni d’Italia.

## Storia
Cherry Bank nasce il 28 febbraio 2022 da un progetto avviato nel 2020 e completato nell’ottobre 2021 con la fusione di Cherry 106 S.p.A., intermediario finanziario regolato operante nel mercato italiano, in Banco delle Tre Venezie S.p.A., realtà bancaria radicata nel territorio veneto. La denominazione richiama la forte vocazione all’innovazione, con un’allusione al concetto di “cherry picking”, ossia alla capacità di selezionare le opportunità che creano valore per i clienti e per la banca.
Nel maggio 2023 viene pubblicato il primo Bilancio di Sostenibilità di Cherry Bank, documento redatto volontariamente dalla banca utilizzando gli standard internazionali di rendicontazione Global Reporting Initiative (GRI) attraverso un’analisi di materialità nella quale sono stati coinvolti 210 stakeholder interni ed esterni.
Il 19 dicembre 2023 la banca stipula con l'istituto di credito romagnolo Banca Popolare Valconca l'atto di fusione per incorporazione in Cherry Bank in esecuzione delle deliberazioni precedentemente assunte dalle assemblee straordinarie di entrambe le banche. Il 30 dicembre 2023, per effetto dell'atto di fusione, Banca Popolare Valconca è stata incorporata in Cherry Bank, consentendo all'istituto guidato da Giovanni Bossi di ampliare la sua presenza sul territorio nazionale nel settore del retail commercial banking.
Nell'aprile 2024 Cherry Bank finalizza un nuovo tassello nella direzione del  supporto dei territori con l'acquisizione del 9,6% di Banca Macerata. L'intervento nel capitale, che mette Cherry Bank nella posizione di essere il primo socio della banca marchigiana, si inserisce nel programma di ampliamento dell'operatività di Cherry Bank per il tramite di accordi commerciali con istituti bancari a forte radicamento territoriale.

## Dati economici
Nel 2023 Cherry Bank S.p.A. ha registrato un patrimonio netto pari a Euro 165,1 milioni (valore triplicato rispetto a Euro 54,3 milioni del
2022), utile di Euro 79,5 milioni, totale attivo pari a Euro 3,2 miliardi, coefficiente CET1 pari al 15,03%, coefficiente total capital ratio del 16,15%, liquidità disponibile pari a Euro 1,2 miliardi.
Tra i principali dati preliminari relativi all'esercizio 2024: patrimonio netto contabile pari a Euro 194,5 milioni, totale dell’attivo pari a Euro 4,4 miliardi, liquidità disponibile pari a Euro 725 milioni.